# José Gómez Moreno
José Gómez Moreno (Chiclana de la Frontera, 26 de octubre de 1933 - Puerto Real, 9 de noviembre de 2007), más conocido como José Moreno, fue un actor español.

## Biografía
Debutó en la película Cañas y barro en el año 1954, de la mano de Juan de Orduña, destacando sobre todo en el género de la zarzuela. Uno de los mayores éxitos de este actor fue la película El último cuplé, dirigida por Juan de Orduña y protagonizada junto a Sara Montiel. También tuvo un gran éxito con la película La Revoltosa (basada en la zarzuela homónima), dirigida también por Juan de Orduña, donde encarnó al personaje protagonista de la obra, Felipe. También participó con Letizia Ortiz en un cortometraje titulado La mirada del ángel. Fallece a los 74 años de edad, víctima de un cáncer de pulmón en el Hospital de Puerto Real (Cádiz).

## Películas
- Cañas y barro (1954)
- Zalacaín el aventurero (1955)
- El último cuplé (1957)
- Música de ayer (1958)
- La Tirana (1958)
- Teresa de Jesús (1961)
- Dos años de vacaciones (1962)
- Carta a una mujer (1963)
- Los guerrilleros (1963)
- Bochorno (1964)
- Los reyes del sol (1964)
- Nobleza baturra (1965)
- Abajo espera la Muerte (1965)
- El caserío (1968)
- Las golondrinas (1968)
- La Revoltosa (1969)
- Tres suecas para tres rodríguez (1975)
- Leonor (1975)
- Pepito Piscinas (1976)
- El huerto del francés (1978)
- Todo es posible en Granada (1982)
- Al-Andalus, el camino del sol (1988)
- El beso del sueño (1992)